# Lepanthes cochleariifolia
Lepanthes cochleariifolia là một loài thực vật có hoa trong họ Lan. Loài này được (Sw.) Sw. mô tả khoa học đầu tiên năm 1799.